# Archos
Archos er en fransk elektronikvirksomhed, der har hovedkvarter i Paris. Den blev etableret i 1988 af Henri Crohas. Archos producerer tabletcomputere, smartphones, portable medieafspillere og datalagringsmedier.